# Liste der Monuments historiques in Aubilly
Die Liste der Monuments historiques in Aubilly führt die Monuments historiques in der französischen Gemeinde Aubilly auf.

## Liste der Objekte
| Bezeichnung                 | Beschreibung                                                                                           | Standort             | Kennzeichnung | Schutzstatus    | Datum  | Bild |
| --------------------------- | --- | -------------------- | ------------- | --------------- | ------ | ---- |
| Gemälde Anbetung der Hirten | Ölfarbe auf Leinwand, 17. Jahrhundert; während des Ersten Weltkriegs verschwunden, vermutlich zerstört | in der Kirche (Lage) | PM51001323    | Classé gelöscht | ? 1942 |      |
| Sessel                      | Holz, erste Hälfte des 19. Jahrhunderts                                                                | in der Kirche (Lage) | PM51001841    | Inscrit         | 1990   |      |
| Skulptur Madonna mit Kind   | Holz, 18. Jahrhundert                                                                                  | in der Kirche (Lage) | PM51001840    | Inscrit         | 1990   |      |
| Grabstein für Henri Leleu   | Marmor, bezeichnet 1787                                                                                | in der Kirche (Lage) | PM51000036    | Classé          | 1908   |      |